# Aloys Ohlmann

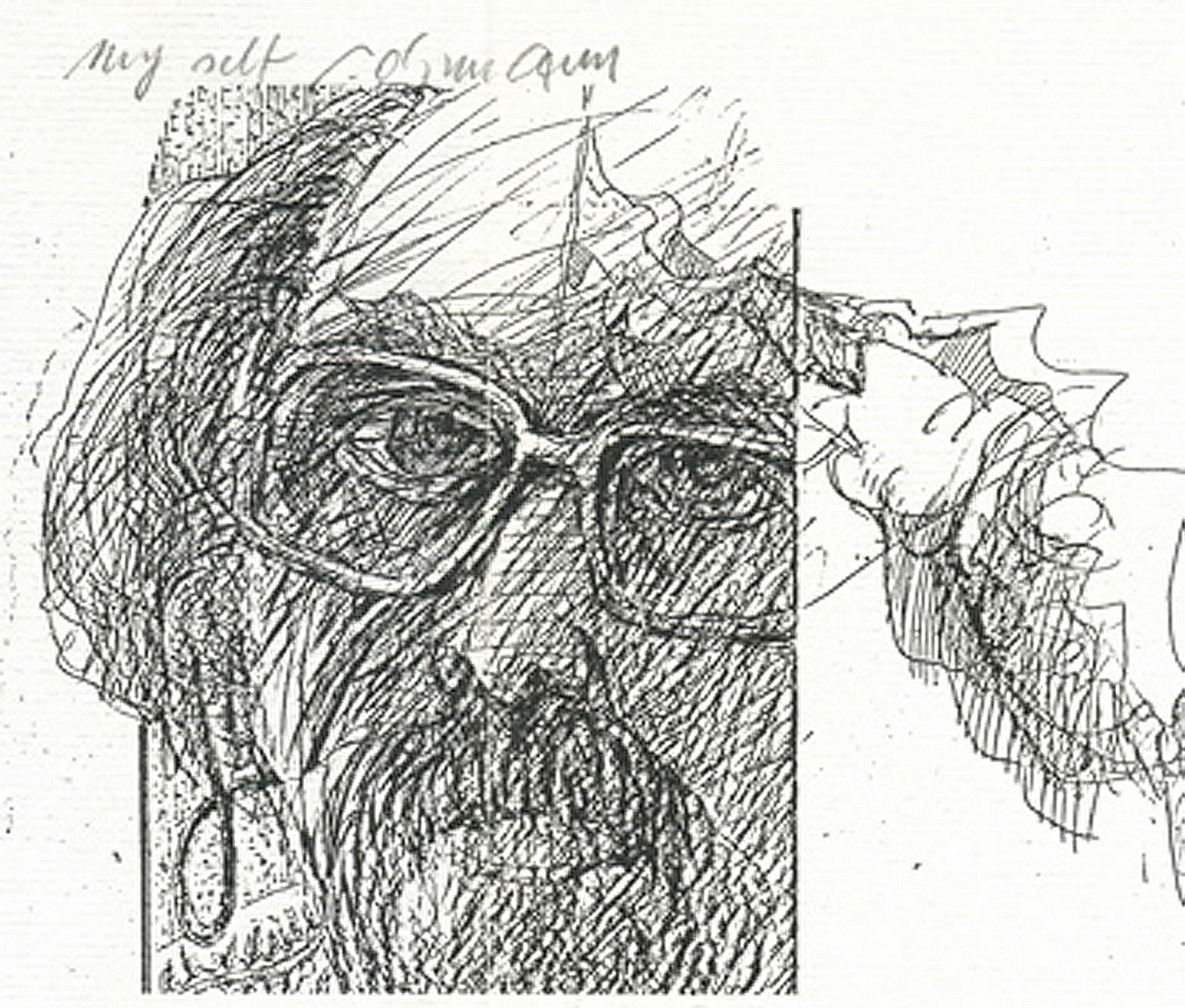
Selbstbildnis von Aloys Ohlmann aus seinem Totentanz Macabre

Aloys Ohlmann (* 9. März 1938 in Baltersweiler im Saarland; † 16. September 2013) war ein deutscher Maler und Grafiker.

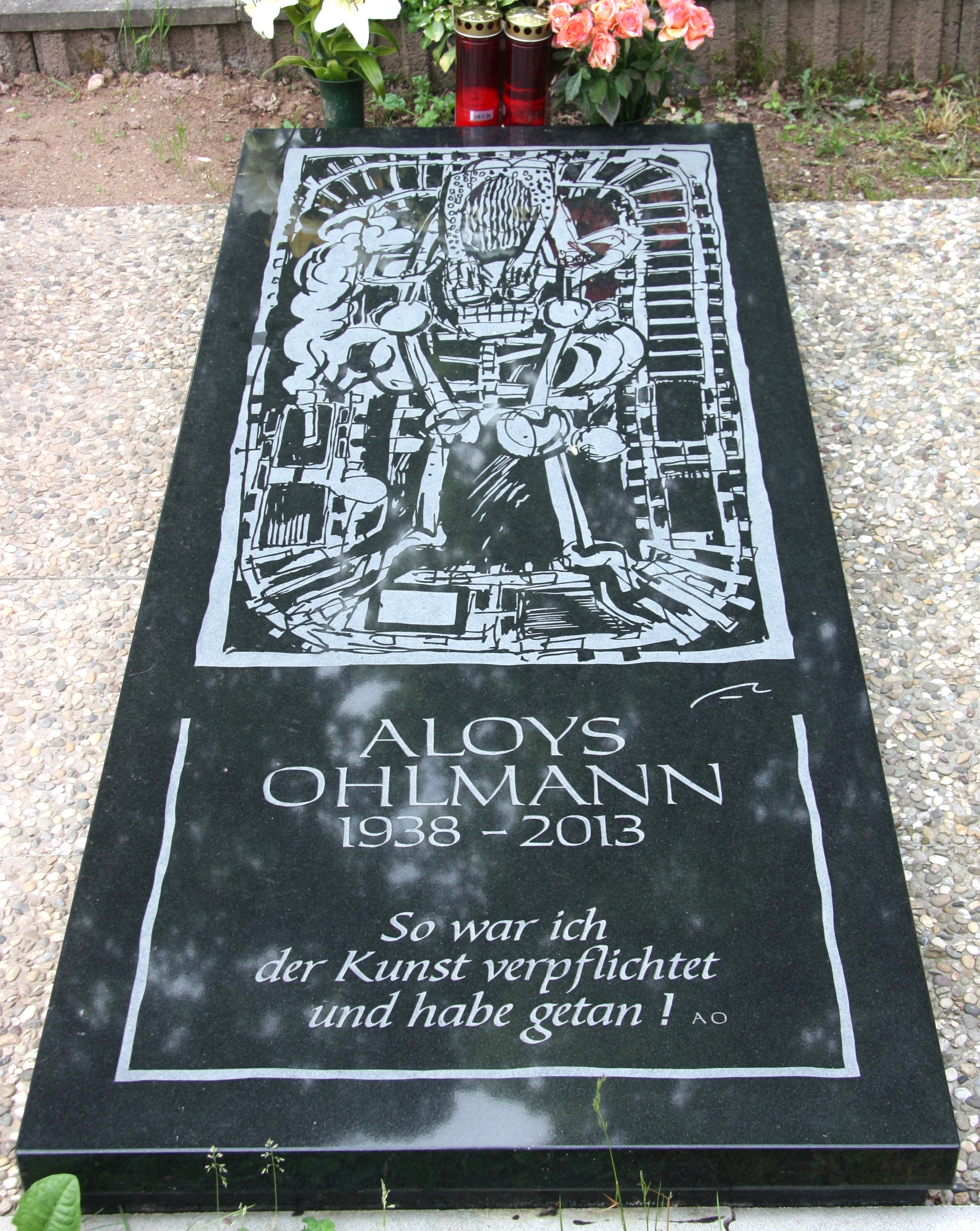
Grab von Aloys Ohlmann auf dem Friedhof Baltersweiler

## Leben
Nach seiner Schulzeit 1953 machte Ohlmann eine Malerlehre im väterlichen Betrieb, die er als Innungsbester abschloss. Seine erste künstlerische Ausbildung erhielt er 1956 bis 1957 bei Oskar Holweck. Er besuchte die Bildhauerklasse von Theo Siegle und die Meisterschule Saarbrücken. Zudem studierte er die Fächer Arbeitslehre und Kunsterziehung.
1958 bis 1960 studierte er Malerei bei Boris Kleint an der Werkkunstschule Saarbrücken und besuchte zeitgleich die Meisterschule. Ein Akademiestudium und den Besuch einer Fachhochschule für Maler und der Staatlichen Akademie der Bildenden Künste Stuttgart (Wehlte Institut) absolvierte Aloys Ohlmann in den Jahren zwischen 1961 und 1963. An der Hauptschule Oberthal (Saar) nahm er 1965 seine Lehrtätigkeit als Kunst- und Werkerzieher auf, von 1967 bis 1970 hielt er einen Lehrauftrag an der Werkkunstschule Saarbrücken in der Klasse für Malerei bis zu deren Schließung inne.
1968 wurde er Mitbegründer der Gruppe 7. Weitere Gründungsmitglieder waren u. a. Paul Antonius, Heinz Diesel und Seiji Kimoto. Ebenso gründete er 1976 mit anderen die Galerie im Zwinger in St. Wendel. Ende der 1970er Jahre arbeitete er im Netzwerk Mail Art mit. Einen zweiten Ruf als Lehrkraft übernimmt Aloys Ohlmann von 1983 bis 1991 an der Universität des Saarlandes im Fachbereich Kunst und Kunsterziehung.
1987 rief er im Mail Art-Netzwerk zur Beteiligung an der Auktion Bilder für Afrika auf. 250 Künstler aus 29 Ländern folgten diesem Aufruf. Ca. 100.000 DM konnten als Erlös durch die Auktion erzielt werden.
Die Bilder für Afrika wurden 1989 auf Initiative Ohlmanns in der Kreuzkirche in Dresden und in der Thomaskirche in Leipzig ausgestellt.
2000 initiierte er die Ausstellung Mail Art Saarland – DDR: Schmuggelgut oder Kassiber? der Saarländischen Universitäts- und Landesbibliothek Saarbrücken.
Ohlmann war verheiratet und lebte im nordsaarländischen Baltersweiler.

## Totentanz
1983 gestaltete Aloys Ohlmann 14 Serigraphien zum Text des Lübecker Totentanzes von 1463. Die erste Veröffentlichung der Werke waren zu dem musikalischen Totentanz von Hugo Distler geplant. Bernd Philippi beschreibt es in seinem Aufsatz Aloys Ohlmann Wort und Bild – Künstlerbücher mit den Worten: „Während in den traditionellen Totentanzfolgen die ‚gesellschaftlichen Phänotypen‘: Handwerker, Pfarrer, Papst, Kaiser, Herzog, Abt usw. nach ihrer gesellschaftlichen Rangfolge vom Tod zum Tanz gebeten werden, gibt Ohlmann dem Tanz eine andere Wendung: Im Gestrüpp der Linien scheint der Tod, das Gerippe, gar nicht mehr so dominant auszumachen zu sein; er scheint sich selbst im Durcheinander der Welt zu verheddern.“

## Auszeichnungen
2003 erhielt Ohlmann den Mia-Münster-Preis der Stadt St. Wendel.